# Mesoxylion cylindricus
Mesoxylion cylindricus är en skalbaggsart som först beskrevs av Macleay 1873.  Mesoxylion cylindricus ingår i släktet Mesoxylion och familjen kapuschongbaggar. Inga underarter finns listade i Catalogue of Life.